# عمر سيسوكو
عمر سيسوكو Oumar Sissoko، من مواليد 13 سبتمبر 1987 في فرنسا، لاعب كرة قدم فرنسي. بدأ مسيرته الكروية مع نادي متز الفرنسي في عام 2007، وهو يلعب معهم حتى الآن. هو يلعب مع منتخب مالي لكرة القدم منذ عام 2007.

## روابط خارجية
- عمر سيسوكو على موقع رابطة كرة القدم الفرنسية للمحترفين (الإنجليزية)
- عمر سيسوكو على موقع إي إس بي إن إف سي (الإنجليزية)
- عمر سيسوكو على موقع قاعدة بيانات كرة القدم.إي يو (الإنجليزية)
- عمر سيسوكو على موقع ناشيونال فوتبول تيمز (الإنجليزية)
- عمر سيسوكو على موقع Soccerway.com (الإنجليزية)
- عمر سيسوكو على موقع AS.com (الإسبانية)